# Bert Varell
Bert Varell (bürgerlich Walter Rauthmann; * 6. Februar 1935 in Hamburg; † 27. Juni 2006) war ein deutscher Musiker, Schauspieler, Autor und Musikproduzent.

## Leben
Bereits als Grundschüler erlernte Walter Rauthmann verschiedene Instrumente (Violine, Posaune, Kontrabass). Ab 1945 besuchte er das Gymnasium.
Nach dem Abitur begann er 1952 eine Ausbildung als Industriekaufmann. Diesen Beruf übte er anschließend aus, während er gleichzeitig in verschiedenen Tanzkapellen als Gitarrist, Kontrabassist und Sänger auftrat.
In Hamburg kooperierte er mit Peter Beil, Billy Mo und Knut Kiesewetter. Er besuchte die Schauspielschule in Hamburg und nahm parallel Unterricht in klassischem Gesang und Ballett.

## Auftritte und Engagements
Für seine Engagements in Varietés und Clubs als Chanonsier nahm er den Künstlernamen Bert Varell an, den er fortan beibehielt.
Ab 1954 sang Varell im Polydor-Studio-Chor und in verschiedenen Background-Gruppen.
In Radio und Fernsehen trat er mit Paul Giese und Hans-Joachim Kipka als Die drei Jerrys auf.
Ab 1959 erhielt Varell einen Plattenvertrag von Teldec. Bei Teldec wurde er später Produktionsleiter. Als Produktionsleiter bei der Teldec verpflichtete er u. a. auch Peter Maffay als Künstler.
In den 1960er Jahren wechselte Varell in die Werbebranche und arbeitete für die Miller-Schallplatten-AG, die auch die Europa-Hörspiele produziert. Konrad Halver produzierte unter diesem Label auch Science-Fiction-Hörspiele aus der Feder von Bert Varell.
Zuletzt war Varell auch als Pressesprecher des Bundesverbandes der Automatenunternehmer tätig.

## Preise und Auszeichnungen
1961: Ausgezeichnet mit dem Kritikerpreis für den besten Schlagertext: „Zwei Zigaretten glüh’n“, gesungen von Caterina Valente

## Diskographie
Langspielplatten
- U 55125 "Blue Hawaii"/"Soerabaya-Joe"-1959
- LA 6224 "Das große Schlagerpicknick" – Telefunken 1959[4]
- LA 6262 "Das wünsch' ich mir" – Telefunken 1959[5]
- U 55135 "Oh, Belinda"/"Chip-Chop, Bella Viola (Chip Off The Old Deck)"-1959 & Die Serenaders
- U 55153 "Da Wo Der Südwind Weht (Trade Winds)"/"Wenn Dich Alle Vergessen"-1959 & Die Benicarlos
- U 55169 O-o-o-o Peter nur Ria Solar/"Schön Ist Die Liebe" & Ria Solar
- U 55180 "Immer Nur Du"/"Wenn du vorbeigehst", U 55228 "Mississippi Mary"/"Daddy’s Gitarre"[6]

Singles
Bei Telefunken erschienen (Auswahl):
- Bert Varell und die Benicarlos – Willy Berking und sein Orchester: Soerabaya-Joe/Blue Hawaii (1959)
  - Buenos dias/Eine Melodie in F … (Una Marcia In Fa) (1959)
  - Chip-Chop, Bella Viola (Chip Of The Old Block)/Oh, Belinda (1959)
  - Wenn dich alle vergessen/Da, wo der Südwind weht (Trade Winds) (1959)
  - Immer nur du (Resta cu 'mme)/Wenn du vorbeigehst (1959)
- Bert Varell mit Chor Willy Berking und sein Orchester: Mississippi-Mary/Daddy's Gitarre (1960)

Hörspiele
- Raumschiff UX3 antwortet nicht (Europa 1969; mit Hans Clarin)[7]